# Karel het Kind
Karel het Kind (848-866) was de tweede zoon van koning Karel de Kale en zijn eerste vrouw Ermentrudis van Orléans. Karel het Kind droeg de titel van koning van Aquitanië van 855 tot aan zijn dood.
De haat tussen Karel de Kale en koning Pepijn II van Aquitanië dateert van de Slag bij Fontenoy (841), waar beiden tegenover elkaar stonden. Na de plundering van Bordeaux in 847 door de Vikingen werd Pepijn door zijn eigen bevolking afgezet wegens wanbeleid en zo kwam Aquitanië ongewild terug in de handen van Karel de Kale. Het ongenoegen van de Aquitaniërs was zo groot dat ze de hulp inriepen van Lodewijk de Duitser. In 854 viel Pepijn met hulp van de Vikingen Aquitanië binnen vanuit het westen en vanuit het oosten kwam Lodewijk de Jonge, de zoon van Lodewijk de Duitser, het land binnengevallen. De Aquitaniërs haalden geen voordeel uit deze situatie en gingen met  Karel de Kale onderhandelen. Het compromis werd dat de zoon van Karel, Karel het Kind, zeven jaar oud, tot koning werd gekroond.
In 862 toen hij meerderjarig werd, trouwde Karel tegen de zin van zijn vader met de weduwe van de graaf van Bourges. Verloor daarom zijn titel maar kreeg die terug nadat het huwelijk was geannuleerd. In 864 roerde Pepijn voor de laatste maal zijn staart, met weinig succes.
Een jaar later tijdens een jachtpartij werd Karel bij een schijngevecht door een zwaard aan het hoofd getroffen en hield er een hersenbeschadiging aan over. In 866 stierf hij aan zijn verwonding. Hij werd begraven in Bourges en liet geen kinderen na. Aquitanië kwam terug in de handen van Karel de Kale.